# لباس زیر

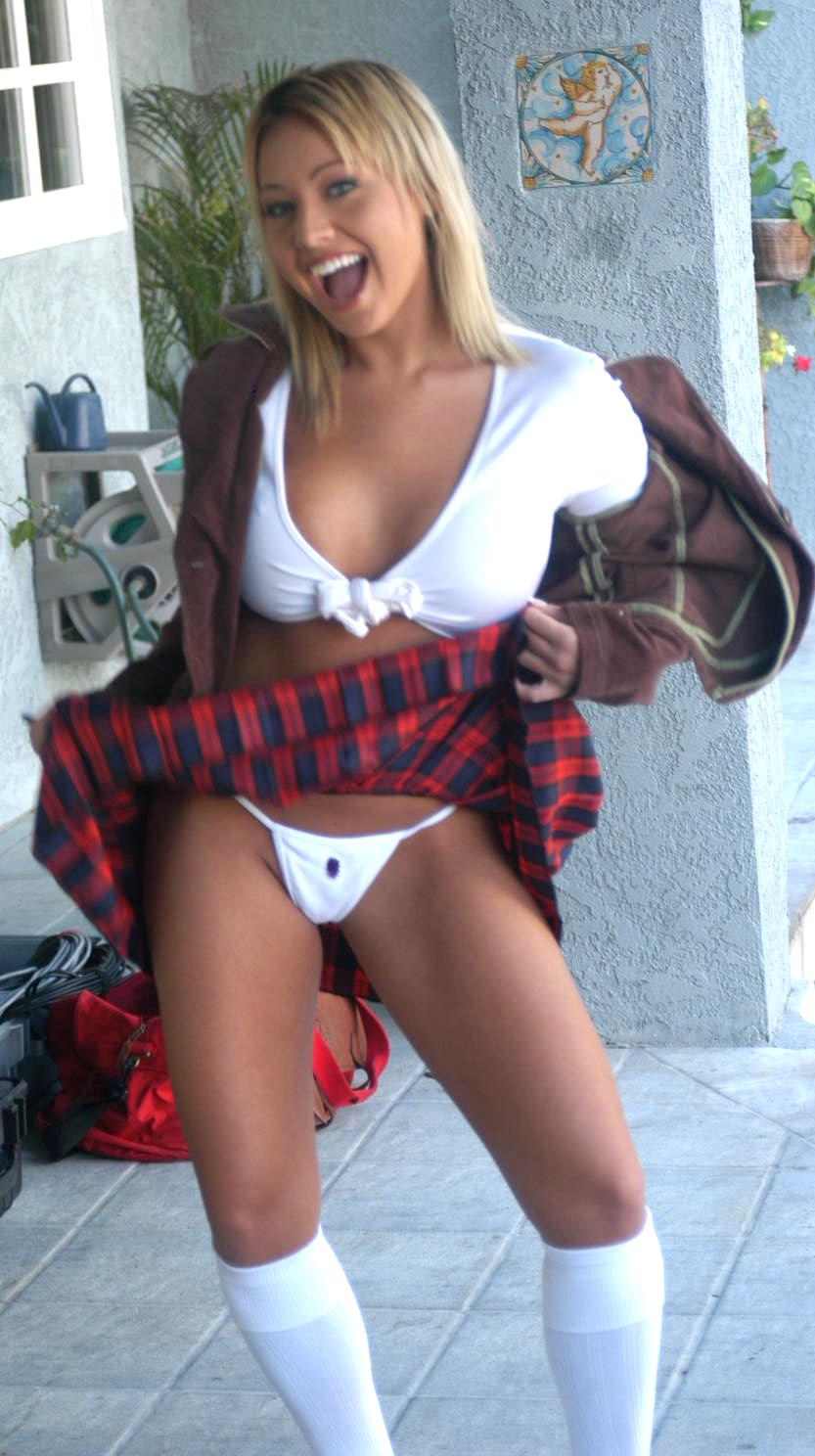
یک زن درحال نشان دادن لباس‌های زیر (ست سفید، شامل سوتین و شورت بندی)

لباس‌های زیر، پوشاکی هستند که در زیر لباس‌های بیرونی پوشیده می‌شوند، معمولاً در تماس مستقیم با پوست هستند، اگرچه ممکن است بیش از یک لایه باشند. آنها برای جلوگیری از کثیف شدن یا آسیب دیدن لباس‌های بیرونی توسط مدفوع، کاهش اصطکاک لباس‌های دیگر با پوست و شکل‌دادن به بدن پوشیده می‌شوند. در هوای سرد، گاهی اوقات از لباس زیر استفاده می‌شود تا گرمای بیشتری ایجاد کند. برخی از اقلام لباس به عنوان لباس زیر طراحی می‌شوند، در حالی که برخی دیگر مانند تی شرت و انواع خاصی از شورت‌ها، هم به عنوان لباس زیر و هم به عنوان لباس بیرونی مناسب هستند. اگر از مواد یا پارچه مناسب ساخته شده باشد، برخی از لباس‌های زیر می‌توانند به عنوان لباس شب یا لباس شنا استفاده شوند و برخی از لباس‌های زیر برای جذابیت جنسی یا جذابیت بصری در نظر گرفته شده‌اند.
لباس‌های زیر به‌طور کلی دو نوع هستند، برخی برای پوشاندن نیم تنه و برخی دیگر برای پوشاندن کمر و پاها استفاده می‌شوند، البته لباس‌هایی نیز وجود دارند که هر دو قسمت بدن را می‌پوشانند. سبک‌های مختلف لباس زیر عموماً توسط خانم‌ها و آقایان استفاده می‌شود. لباس‌های زیر که معمولاً خانم‌ها امروزه می‌پوشند شامل سوتین و شورت زنانه است، در حالی که مردان اغلب شورت مردانه، باکسر یا شورت اسلیپ می‌پوشند. اجناسی که هر دو جنس می‌پوشند عبارتند از تی شرت، زیرپوش رکابی، بیکینی، جوراب شلواری و شورت بندی.

## قوانین
در سان فرانسیسکو پاک کردن و برق انداختن خودرو با لباس زیر غیرقانونی است.